# 19e gala des prix Félix
Les lauréats des prix Félix en 1997, artistes québécois œuvrant dans l'industrie de la chanson, ont reçu leurs récompenses à l'occasion du dix-neuvième Gala de l'ADISQ, animé par Yvon Deschamps et qui eut lieu le 26 octobre 1997.

## Interprète masculin de l'année
- Bruno Pelletier

Autres nommés : Daniel Bélanger, Sylvain Cossette, Éric Lapointe, Jean Leloup, Gaston Mandeville, Kevin Parent.

## Interprète féminine de l'année
- Céline Dion

Autres nommées : Isabelle Boulay, Marie-Michèle Desrosiers, Luce Dufault, Lara Fabian, Sylvie Paquette, Claire Pelletier.

## Révélation de l'année
- Lise Dion

Autres nommés : Elyzabeth Diaga, Dubmatique, Fred Fortin, Claire Pelletier.

## Groupe de l'année
- Zébulon

Autres nommés : la Bottine Souriante, Richard Desjardins et Abbittibbi, Dubmatique, Mercedès Benz.

## Auteur-compositeur de l'année
- Jean Leloup

Autres nommés : Louise Forestier, Fred Fortin, Gaston Mandeville, Zébulon.

## Artiste s'étant le plus illustré hors Québec
- Céline Dion

Autres nommés : Carmen Campagne, le Cirque du Soleil, Kevin Parent, Starmania.

## Artiste s'étant illustré dans une langue autre que le français
- Céline Dion

Autres nommés : Bran Van 3000, Corey Hart, Soul Attorneys, Roch Voisine.

## Artiste de la francophonie s'étant le plus illustré au Québec
- Zachary Richard

Autres nommés : Charles Aznavour, G-Squad, Serge Lama, Teri Moïse.

## Chanson populaire de l'année
- Father on the go de Kevin Parent

Autres nommés : Les temps fous de Daniel Bélanger, Que je t'aime de Sylvain Cossette, Les derniers seront les premiers de Céline Dion, Quand on s'en va pour oublier de Luce Dufault, Soudés à jamais de Nancy Dumais, Tout de Lara Fabian, I lost my baby de Jean Leloup, Tous les bateaux font des vagues de Francine Raymond, Une à une de Nanette Workman.

## Album le plus vendu
- Live à Paris de Céline Dion

Autres nommés : Marie-Michèle Desrosiers chante les classiques de Noël de Marie-Michèle Desrosiers, Pure de Lara Fabian, Pigeon d'argile de Kevin Parent, L'album du peuple, tome 5 - La poursuite de François Pérusse.

## Album pop de l'année
- Pure de Lara Fabian

Autres nommés : La mémoire des boîtes à chanson (Artistes variés), Marie-Michèle Desrosiers chante les classiques de Noël de Marie-Michèle Desrosiers, Live au Divan vert de Daniel Lavoie, Le sixième jour de Marie-Denise Pelletier.

## Album rock de l'année
- Invitez les vautours de Éric Lapointe

Autres nommés : Amérock du Nord de Corbach, Desjardins Abbittibbi de Richard Desjardins, Le Dôme de Jean Leloup, L'œil du Zig de Zébulon.

## Album pop-rock de l'année
- Live à Paris de Céline Dion

Autres nommés : Le chanteur masqué de Robert Charlebois, Blanc de Sylvain Cossette, Les nouveaux héros de Luc de Larochellière, Dualité de Francine Raymond.

## Album rock alternatif de l'année
- La force de comprendre de Dubmatique

## Album country de l'année
- Il se souvient du temps de Georges Hamel

Autre nommé : Quand l'amour s'en va de Jeannine Savard.

## Album folk de l'année
- La Bottine souriante en spectacle de la Bottine souriante

## Album enfant de l'année
- Le bébé dragon de Daniel Lavoie

## Album humour de l'année
- L'album du peuple, tome 5 - La poursuite de François Pérusse

Autre nommé : Laisse les filles de Boum Ding Band.

## Album instrumental de l'année
- Pour le plaisir - Just for fun de Richard Abel

Autres nommés : Omerta - La loi du silence de Michel Cusson, André Gagnon au Centre Molson d'André Gagnon, Marguerite Volant de Richard Grégoire, Guitares de Patrick Norman.

## Spectacle de l'année - auteur-compositeur-interprète
- Quatre saisons dans le désordre de Daniel Bélanger

Autres nommés : Carte blanche à Dan Bigras de Dan Bigras, Pure de Lara Fabian, Invitez les vautours d'Éric Lapointe, Comme vous avez de grandes dents de Jean Leloup.

## Spectacle de l'année - interprète
- Luce Dufault de Luce Dufault

Autres nommés : Dans l'empreinte de la culture de la Bottine Souriante, Isabelle Boulay d'Isabelle Boulay, La vache en Alaska de Carmen Campagne, Murmures d'histoire de Claire Pelletier.

## Spectacle de l'année - humour
- Lise Dion dans son premier One Woman Show de Lise Dion

Autres nommés : Jean-Michel Anctil de Jean-Michel Anctil, Pour vous ce soir de Boum Ding Band, Le monde selon Peter MacLeod de Peter MacLeod, Une fois, c't'un gars de François Massicotte.

## Vidéoclip de l'année
- Les temps fous de Daniel Bélanger

Autres nommés : Reste si tu veux de Sylvain Cossette, Les derniers seront les premiers de Céline Dion, Johnny go de Jean Leloup, Father on the go de Kevin Parent.

## Hommage
- Jean-Pierre Ferland

## Sources
Gala de l'ADISQ 1997